# Ulf Pagenkopf
Ulf Pagenkopf es un deportista de la RDA que compitió en vela en la clase Flying Dutchman. Ganó una medalla de plata en el Campeonato Mundial de Flying Dutchman de 1974 y una medalla de oro en el Campeonato Europeo de Flying Dutchman de 1973.

## Palmarés internacional
| Campeonato Mundial | Campeonato Mundial     | Campeonato Mundial | Campeonato Mundial |
| Año                | Lugar                  | Medalla            | Clase              |
| ------------------ | ---------------------- | ------------------ | ------------------ |
| 1974               | Weymouth (Reino Unido) | Medalla de plata   | Flying Dutchman    |
| Campeonato Europeo |                        |                    |                    |
| Año                | Lugar                  | Medalla            | Clase              |
| 1973               | Thun (Suiza)           | Medalla de oro     | Flying Dutchman    |